# Michael Wilson (cestista)
Michael Wilson (Memphis, 15 settembre 1959) è un ex cestista statunitense, professionista nella NBA.
Nel 2000 è stato in grado di schiacciare a un canestro posto all'altezza record di 12 piedi, corrispondenti a 3,65 metri.

## Carriera
È stato selezionato dai Cleveland Cavaliers al terzo giro del Draft NBA 1982 (47ª scelta assoluta).